# The Man Who
| Оценки критиков      | Оценки критиков |
| Источник             | Оценка          |
| -------------------- | --------------- |
| AllMusic             | [ 1 ]           |
| The Boston Phoenix   | [ 2 ]           |
| Entertainment Weekly | A               |
| The Guardian         | [ 4 ]           |
| Los Angeles Times    | [ 5 ]           |
| NME                  | 6/10            |
| Pitchfork            | 7.8/10          |
| Rolling Stone        | [ 8 ]           |
| USA Today            | [ 9 ]           |
| The Village Voice    | B−              |

The Man Who — второй студийный альбом шотландской рок-группы Travis, выпущенный 24 мая 1999 года на лейбле Independiente.
The Man Who изначально получил неоднозначную критику и низкие продажи, но — подпитываемый успехом сингла «Why Does It Always Rain on Me?» и появлением группы на Glastonbury Festival 1999 года — и в итоге диск провел в общей сложности 11 недель на первом месте британского хит-парада UK Albums Chart, что принесло группе международное признание. К 2018 году по данным Concord Music общий тираж The Man Who составил 3,5 млн копий в мире. Он также был среди десяти альбомов, номинированных на звание Лучший британский альбом за предыдущие 30 лет Brit Awards в 2010 году, в конечном итоге проиграв (What's the Story) Morning Glory? группы Oasis.

## История
Альбом The Man Who получил положительные отзывы музыкальной критики и интернет-изданий. Среди отзывов: Los Angeles Times, Pitchfork, NME, Rolling Stone.
Первоначальные отзывы о The Man Who были неоднозначными: несколько публикаций, отстаивавших более рок-ориентированный Good Feeling, критиковали альбом за движение группы к мелодичному меланхолическому материалу.
К концу года отношение критиков к альбому резко изменилось и явно улучшилось. Select назвал The Man Who лучшим альбомом 1999 года. Он был включён в списки лучших дисков года журналами Melody Maker, Mojo, NME и Q. The Man Who выиграл награду Best Album на церемонии 2000 Brit Awards, а группа Travis получила Best British Group. На церемонии Ivor Novello Awards фронтмен группы Fran Healy выиграл две награды Best Songwriter и Best Contemporary Song за песню «Why Does It Always Rain on Me?».
В 2006 году альбом The Man Who был назван 70-м в списке величайших альбомов всех времён журналом Q. На церемонии 2010 Brit Awards он бы номинирован в категории Best Album of the Past 30 Years Award, уступив только диску Oasis (What's the Story) Morning Glory?. Альбом был включён в список-книгу 1001 Albums You Must Hear Before You Die (Тысяча и один музыкальный альбом, который стоит прослушать, прежде чем вы умрёте). К 2016 году общий тираж диска составил 2,687,500 копий в Великобритании.

## Список треков
Слова и музыка всех песен — Fran Healy, кроме указанных ниже.
| №   | Название | Длительность |
| --- | --- | ------------ |
| 1.  | «Writing to Reach You»                                                                                              | 3:41         |
| 2.  | «The Fear» | 4:12         |
| 3.  | «As You Are» | 4:14         |
| 4.  | «Driftwood» | 3:33         |
| 5.  | «The Last Laugh of the Laughter»                                                                                    | 4:20         |
| 6.  | «Turn» | 4:24         |
| 7.  | «Why Does It Always Rain on Me?»                                                                                    | 4:25         |
| 8.  | «Luv» (Healy, Adam Seymour)                                                                                         | 4:55         |
| 9.  | «She's So Strange»                                                                                                  | 3:15         |
| 10. | «Slide Show» («Slide Show» ends at 3:34, and followed with hidden track «Blue Flashing Light» which starts at 6:48) | 10:30        |

## Чарты
| Чарт (1999—2000)                  | Высшая позиция |
| --------------------------------- | -------------- |
| Австралия (ARIA)                  | 8              |
| Австрия (Ö3 Austria)              | 46             |
| Канада (Canadian Albums Chart)    | 40             |
| Германия (Offizielle Top 100)     | 34             |
| Irish Albums (IRMA)               | 2              |
| Новая Зеландия (RMNZ)             | 14             |
| Шотландия (Scottish Albums Chart) | 1              |
| Швейцария (Schweizer Hitparade)   | 85             |
| Великобритания (UK Albums Chart)  | 1              |
| США (Billboard 200)               | 135            |

### Годовые итоговые чарты
| Чарт (1999)     | Позиция |
| --------------- | ------- |
| UK Albums Chart | 3       |
| Чарт (2000)     | Позиция |
| UK Albums Chart | 14      |

## Сертификации
| Регион                                                      | Сертификация  | Продажи   |
| ----------------------------------------------------------- | ------------- | --------- |
| Австралия (ARIA)                                            | Платиновый    | 70 000^   |
| Великобритания (BPI)                                        | 9× Платиновый | 2,687,500 |
| ^ Данные о тиражах приведены только на основе сертификации. |               |           |